# Pittenbach

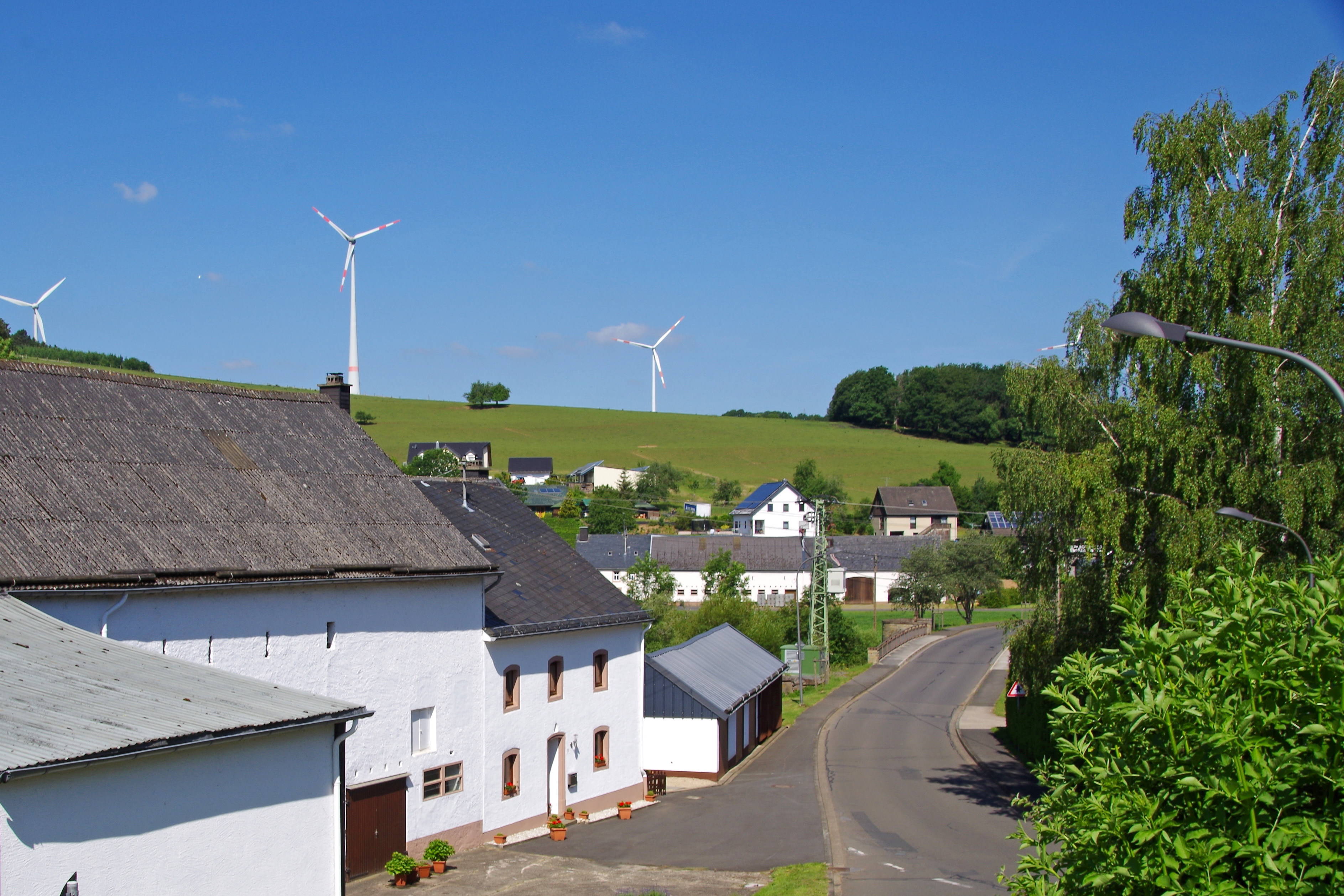
Pittenbach, Dorfstraße, Blick zur Prümbrücke

Pittenbach ist eine Ortsgemeinde im Eifelkreis Bitburg-Prüm in Rheinland-Pfalz. Sie gehört der Verbandsgemeinde Prüm an.

## Geographie
Pittenbach liegt an der Prüm zwischen Watzerath und Pronsfeld.

## Geschichte
Die Namensendung -bach lässt auf eine Entstehung des Ortes im 9. und 10. Jahrhundert schließen. Erstmals urkundlich erwähnt wird der Ort 1422 als Peeten- oder Poetenbach. Die Abtei Prüm war dort begütert. 1523 erscheint er als Putenbach. Bis zum Ende des 18. Jahrhunderts gehörte der Ort zum Kondominium Pronsfeld. In der Zeit zählte der Ort 11 Häuser.
Die Inbesitznahme des Linken Rheinufers durch französische Revolutionstruppen beendete die alte Ordnung. Der Ort wurde von 1798 bis 1814 Teil der Französischen Republik (bis 1804) und anschließend des Französischen Kaiserreichs, zugeordnet der Mairie Pronsfeld im Arrondissement Bitbourg (Bitburg) des Wälderdepartements. Nach der Niederlage Napoleons kam Pittenbach aufgrund der 1815 auf dem Wiener Kongress getroffenen Vereinbarungen zum Königreich Preußen und gehörte nun zum Kreis Prüm des Regierungsbezirks Trier, der 1822 Teil der neu gebildeten preußischen Rheinprovinz wurde. Aus der Mairie wurde eine Bürgermeisterei, die 1927 in Amt umbenannt und später im Amt Niederprüm-Pronsfeld aufging.
Als Folge des Ersten Weltkriegs war die gesamte Region dem französischen Abschnitt der Alliierten Rheinlandbesetzung zugeordnet. Nach dem Zweiten Weltkrieg wurde Pittenbach innerhalb der französischen Besatzungszone Teil des damals neu gebildeten Landes Rheinland-Pfalz.
Im Zuge der Funktional- und Gebietsreform wurde die Gemeinde 1970 bei der Umwandlung und Zusammenlegung der bisherigen Ämter der neu gebildeten Verbandsgemeinde Prüm zugeordnet.
Statistik zur Einwohnerentwicklung
Die Entwicklung der Einwohnerzahl von Pittenbach, die Werte von 1871 bis 1987 beruhen auf Volkszählungen:
| Jahr | Einwohner |
| ---- | --------- |
| 1815 | 84        |
| 1835 | 99        |
| 1871 | 101       |
| 1905 | 118       |
| 1939 | 131       |
| 1950 | 124       |
| 1961 | 103       |

| Jahr | Einwohner |
| ---- | --------- |
| 1970 | 107       |
| 1987 | 116       |
| 1997 | 94        |
| 2005 | 97        |
| 2011 | 98        |
| 2017 | 107       |
| 2023 | 105       |

## Politik

### Bürgermeister
Joachim Flesch wurde am 8. November 2023 Ortsbürgermeister von Pittenbach. Da für die am 12. November angesetzte Direktwahl kein Wahlvorschlag eingereicht wurde, oblag die Neuwahl, die durch die Amtsniederlegung des bisherigen Ortsbürgermeisters notwendig geworden war, gemäß Gemeindeordnung dem Rat. Dieser entschied sich für den bisherigen Ersten Beigeordneten der Ortsgemeinde. Flesch wurde im Juni 2024 wiedergewählt.
Fleschs Vorgänger Günter Theis hatte das Amt am 28. Juni 2019 übernommen. Bei der Direktwahl am 26. Mai 2019 war er mit einem Stimmenanteil von 82,43 % für fünf Jahre gewählt worden. Er legte sein Amt jedoch mit Wirkung zum 7. August 2023 vorzeitig nieder, wodurch eine Neuwahl erforderlich wurde. Von 2002 bis 2019 hatte Matthias Pütz das Ehrenamt des Ortsbürgermeisters inne.

## Sehenswertes

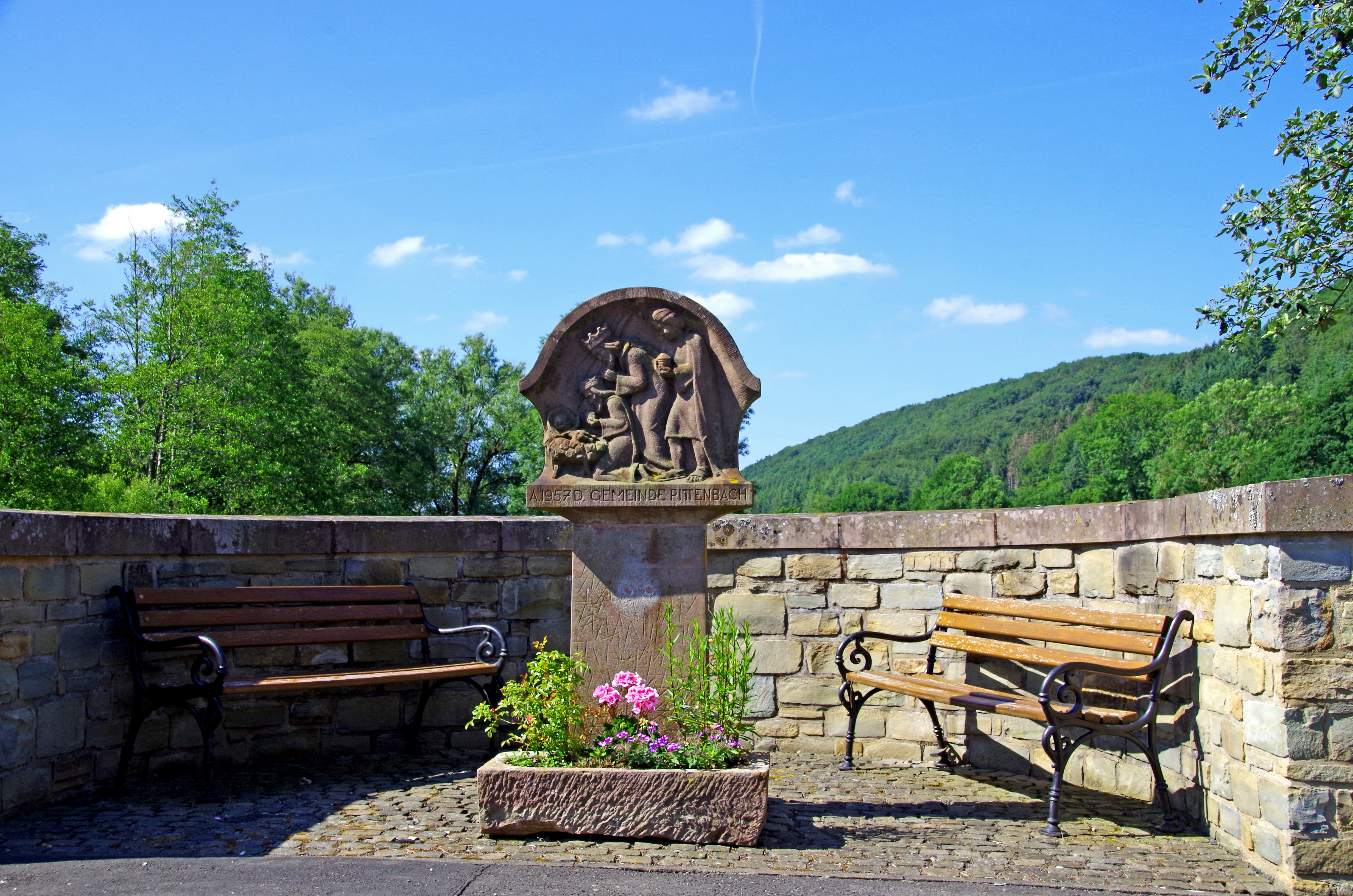
Pittenbach, Dreikönigs-Bildstock neben der Prümbrücke

Ein Dreikönigs-Bildstock steht neben der Brücke mitten im Dorf.
Siehe auch: Liste der Kulturdenkmäler in Pittenbach

## Verkehr
Pittenbach ist durch die Bundesstraße 410 sowie die von ihr abzweigende Kreisstraße 112 an das überregionale Verkehrsnetz angeschlossen.
Durch Pittenbach verläuft der Eifel-Ardennen-Radweg, der an vielen Stellen außer Betrieb gestellte Bahntrassen nutzt.